# Hoobastank
Hoobastank je rock sastav, poznat po svojim hitovima, kao što su "Crawling in the Dark" (2002.), "Running Away" (2002.) i hit single-u, "The Reason" 2004. godine. Njihov stil sličan je onom od grupe Incubus.

## Rani početci
Hoobastank je nastao u predgrađu Los Angelesa, koje se naziva Agoura Hills, 1994. godine. Vokal Douglas Robb se sreo s gitaristom Danom Estrinom u srednjoj školi, u toku nadmetanja između sastava. Tada su odlučili da formiraju sastav. Kada su im se pridružili Markku Lappalainen i Chris Hesse, nastala je grupa Hoobastank. Doug Robb je izjavio, da ime nema nikakvo značenje. Rob Bourdon iz grupe Linkin Park pohađao je istu srednju školu kao i članovi grupe Hoobastank.
Hoobastank je počeo svirati u lokalnim klubovima. 1998. godine izdaju prvi album, koji su sami objavili, a koji se zvao Basketball Shorts. Ubrzo su stekli veliki ugled u južnoj Kaliforniji. Ovo je privuklo izdavačku kuću Island Records, koja je potpisala ugovor sa sastavom 2000. godine. Reputacija sastava je postajal veća zbog turneje s grupom Incubus, koja je, također, iz Los Angelesa, te s grupom Alien Ant Farm.

## Uspjesi u karijeri
Hoobastank je izdao prvi album pod nazivom Hoobastank u studenom 2001. godine. Prvi single je bila pjesma "Crawling in the Dark", koja je probila na 68. mjesto na Billboard Hot 100 top listi, 3. mjesto na top listi modernog rocka, 8. mjesto na rock top listi i 1. mjesto na MP3.com download top listi 2002. godine. 
Sastav je počeo sa snimanjem u studiju 2003. godine, s producentom Howardom Bensonom, koji je bio producent grupama P.O.D., Cold i The Crystal Method. Međutim, snimanje je odgođeno na mjesec dana, kada se Dan Estrin ozbiljno povrijedio u prometnoj nesreći, početkom kolovoza. Estrin se oporavio do listopada, te se sastav uputio na Nokia Unwired Tour turneju s grupama The All-American Rejects i Ozomatli, u studenom iste godine.
Njihov drugi album, po imenu The Reason, izašao je u prosincu 2003. godine. Prvi single, "Out of Control", je bio dostupan za download na oficijalnoj web-stranici sastava. Pjesma "Out of Control" je dostigla 9. mjesto na US top listi modernog rocka, 16. mjesto na glavnoj rock top listi, te 16. mjesto na svjetskoj top listi modernog rocka (po glasovima slušatelja iz SAD-a, Njemačke, Velike Britanije, Švedske, Finske, Kanade i Australije).
Pjesma The Reason je snimljena i kao single u prvoj polovici 2004. godine. Postala je veliki hit, došavši na 5. mjesto top liste Billboard Hot 100, 1. mjesto na SAD i svjetskoj top listi modernog rocka, 10. mjesto u Australiji, te 12. mjesto u Velikoj Britaniji. Album The Reason je dosegao 3. mjesto na  Billboard 200 top listi.
Internacionalna popularnost sastava Hoobastank se povećala sa svjetskom turnejom poznatog sastava Linkin Park, za njihov album Meteora, ranih mjeseci 2004. godine.

## Članovi sastava

### Aktualni članovi
- Douglas Robb - vokal i gitara
- Dan Estrin - gitara
- Jesse Charland - bas-gitara
- Chris Hesse - bubnjevi

### Bivši članovi
- Markku Lappalainen - Bas gitara (1997. – 2005.)
- Jeremy Wasser - Saksofon (Samo na albumu Basketball Shorts)
- Derek Kwan - Saksofon (1997. – 1999.)

## Diskografija
| Godina | Naziv                 | Izdavač        | Ostale informacije |
| ------ | --------------------- | -------------- | ------------------ |
| 1997.  | Muffins               | Bez izdavača   | Demomaterijal      |
| 1998.  | Basketball Shorts     | Bez izdavača   | Demomaterijal      |
| 2001.  | Hoobastank            | Island Records |                    |
| 2002.  | The Target            | Island Records | Uživo              |
| 2003.  | The Reason            | Island Records |                    |
| 2006.  | Every Man For Himself | Island Records |                    |

### Video
| Godina | Naziv      | Izdavač        | Certifikat |
| ------ | ---------- | -------------- | ---------- |
| 2004.  | Let It Out | Island Records | -          |

### Singlovi
| Godina | Naziv                  | Hot 100 | Main. Rock | Mod. Rock | Pop 100 | VB  | Italija | Njemačka | Hot AC | Album                 |
| ------ | ---------------------- | ------- | ---------- | --------- | ------- | --- | ------- | -------- | ------ | --------------------- |
| 2001.  | "Crawling in the Dark" | 68      | 7          | 3         | -       | 47  | -       | -        | -      | Hoobastank            |
| 2002.  | "Running Away"         | 44      | 9          | 2         | -       | 100 | -       | -        | -      | Hoobastank            |
| 2002.  | "Remember Me"          | -       | 28         | 23        | -       | -   | -       | -        | -      | Hoobastank            |
| 2004.  | "Out of Control"       | -       | 16         | 9         | -       | -   | -       | -        | -      | The Reason            |
| 2004.  | "The Reason"           | 2       | 4          | 1         | -       | 12  | 1       | 15       | 17     | The Reason            |
| 2004.  | "Same Direction"       | -       | 20         | 14        | -       | -   | -       | 49       | -      | The Reason            |
| 2005.  | "Disappear"            | 101     | -          | 24        | -       | -   | -       | 99       | -      | The Reason            |
| 2006.  | "If I Were You"        | 117     | 27         | 23        | 94      | -   | 45      | 58       | -      | Every Man for Himself |
| 2006.  | "Inside of You"        | -       | 27         | 27        | -       | -   | -       | -        | -      | Every Man for Himself |
| 2006.  | "Born to Lead"         | -       | 25         | -         | -       | -   | -       | -        | -      | Every Man for Himself |

## Zanimljivosti
- Pjesma The Reason se pojavila u TV seriji Smallville.

## Vanjske poveznice
- Službena web-stranica grupe Hoobastank
- Hoobastank World - Stranica obožavatelja  Arhivirana inačica izvorne stranice od 1. kolovoza 2005. (Wayback Machine)
- O Hoobastank na MTV.com  Arhivirana inačica izvorne stranice od 12. prosinca 2005. (Wayback Machine)
- Muzički vodič - Hoobastank  Arhivirana inačica izvorne stranice od 27. svibnja 2005. (Wayback Machine)